# Equatoriaal-Guinese ekwele
De Equatoriaal-Guinese ekwele (of ekuele; meervoud bikwele) is de voormalige munteenheid van Equatoriaal-Guinea van 1975 tot 1985 tot het vervangen werd door de CFA-frank.
Er vonden drie muntslagen plaats: in 1975 (1, 5 en 10 bikwele), 1980 en 1981 (1, 5, 25 en 50 bikwele). In 1975 werden bankbiljetten van 25 tot 1.000 bikwele gedrukt; een andere uitzending vond plaats in 1979, met coupures variërend van 100 tot 5.000 bikwele. Ze droegen allemaal de beeltenis van het staatshoofd, Francisco Macías Nguema. In de jaren na de inwerkingtreding van de Equatoriaal-Guinese ekwele bleven in Equatoriaal-Guinese peseta luidende bankbiljetten in omloop, met een toeslag van de Centrale Bank van Equatoriaal-Guinea die hun waarde in Equatoriaal-Guinese ekwele aangaf.